# 藤岡真紀
藤岡 真紀（ふじおか まき、5月1日 - ）は、大阪府出身のアニメーター、キャラクターデザイナー。
元ゆめ太カンパニー所属で、現在はフリーランス。繊細で美麗な絵柄が特徴。藤岡まき名義での活動もある。

## 参加作品

### テレビアニメ
- 忍たま乱太郎（1993年 - 、原画）
- ナースエンジェルりりかSOS（1995年 - 1996年、動画）
- 名探偵コナン（1996年 - 、作画監督・原画）
- 地獄先生ぬ〜べ〜（1996年 - 1997年、原画）
- こどものおもちゃ（1996年 - 1998年、原画）
- 少女革命ウテナ（1997年、動画・原画）
- LEGEND OF BASARA（1998年、原画）
- EAT-MAN'98（1998年、原画）
- SHADOW SKILL -影技-（1998年、原画）
- おじゃる丸（1999年 - 、原画）
- 仙界伝 封神演義（1999年、作画監督・原画）
- 今、そこにいる僕（1999年 - 2000年、原画）
- 遊☆戯☆王デュエルモンスターズ（2000年 - 2004年、動画・原画）
- まっすぐにいこう。（2004年、作画監督）
- ローゼンメイデン（2004年、OP原画）
- 好きなものは好きだからしょうがない!!（2005年、原画）
- 吟遊黙示録マイネリーベwieder（2006年、原画）
- 学園ヘヴン BOY'S LOVE HYPER!（2006年、作画監督・OP原画）
- 金色のコルダ〜primo passo〜（2006年 - 2007年、アニメーションキャラクターデザイン・総作画監督・OP作画監督・ED原画）
- ネオ アンジェリーク Abyss（2008年、アニメーションキャラクターデザイン・総作画監督・OP&ED作画監督）
- ネオ アンジェリーク Abyss -Second Age-（2008年、アニメーションキャラクターデザイン・総作画監督・OP&ED作画監督）
- イタズラなKiss（2008年、キャラクターデザイン（そえたかずひろとの共同名義））
- 機動戦士ガンダム00（セカンドシーズン）（2008年 - 2009年、原画）
- 金色のコルダ〜secondo passo〜（2009年、アニメーションキャラクターデザイン・総作画監督）
- しゅごキャラ!!どきっ（2009年、原画）
- 夢色パティシエール（2009年 - 2010年、作画監督・原画・OP&ED原画）
- 花咲ける青少年（2009年、作画監督）
- ちゅーぶら!!（2010年、作画監督・原画）
- おおかみかくし（2010年、作画監督）
- おおきく振りかぶって 〜夏の大会編〜（2010年、作画監督）
- 夢色パティシエールSP プロフェッショナル（2010年、作画監督・OP原画）
- 伝説の勇者の伝説（2010年、ED2原画）
- うたの☆プリンスさまっ♪ マジLOVE1000%（2011年、総作画監督・作画監督・作画監督補佐・原画・OP作画監督）
- NO.6（2011年、原画）
- うたの☆プリンスさまっ♪ マジLOVE2000%（2013年、メインテーマアニメーション作画監督・総作画監督・作画監督）
- 金色のコルダ Blue♪Sky（2014年、キャラクターデザイン）
- オオカミ少女と黒王子（2014年、キャラクターデザイン・総作画監督）
- 戦国無双（2015年、作画監督）
- ゆるゆり さん☆ハイ!（2015年、作画監督）
- ReLIFE（2016年、作画監督）
- うたの☆プリンスさまっ♪ マジLOVEレジェンドスター（2016年、キャラクターデザイン）
- 『ヒプノシスマイク -Division Rap Battle-』Rhyme Anima（2020年、作画監督）
- 『ヒプノシスマイク-Division Rap Battle-』Rhyme Anima +（2023年、総作画監督）

### 劇場アニメ
- 餓狼伝説 -THE MOTION PICTURE-（1994年、動画）
- るろうに剣心 -明治剣客浪漫譚- 維新志士への鎮魂歌（1997年、動画チェック）
- 劇場版ポケットモンスター 幻のポケモン ルギア爆誕（1999年、原画）
- 金色のガッシュベル!! メカバルカンの来襲（2005年、原画）
- 名探偵コナン 水平線上の陰謀（2005年、原画）
- 名探偵コナン 探偵たちの鎮魂歌（2006年、原画）
- 劇場版 遙かなる時空の中で 舞一夜（2006年、原画）
- 名探偵コナン 天空の難破船（2010年、原画）
- 劇場版 うたの☆プリンスさまっ♪ マジLOVEキングダム（2019年、キャラクターデザイン）
- 劇場版 うたの☆プリンスさまっ♪ マジLOVEスターリッシュツアーズ（2022年、キャラクターデザイン）

### OVA
- るろうに剣心 -明治剣客浪漫譚- 追憶編（1999年、原画）
- アンジェリーク 〜白い翼のメモワール〜（2000年、作画監督）
- アンジェリーク ～聖地より愛をこめて～（2001年、キャラクターデザイン・総作画監督）
- 名探偵コナン 標的は小五郎!! 少年探偵団マル秘調査（2005年、作画監督）
- 今日からマ王! R（2007年 - 2008年、原画・OP原画）
- 薄桜鬼 雪華録（2011年、作画監督・原画）
- 華ヤカ哉、我ガ一族 キネトグラフ（2012年 - 2013年、キャラクターデザイン・総作画監督・作画監督・OPED作画監督）

### Webアニメ
- Starry☆Sky（2011年、作画監督）

### ゲーム
- アンジェリーク トロワ（2000年、作画監督）
- ネオ アンジェリーク（2006年、アニメーションキャラクターデザイン・作画監督）